# Bobby Kendall
Bobby Kendall (* ca. 1945) ist ein US-amerikanisches Model und Filmschauspieler. Er spielte im Film Pink Narcissus die Hauptrolle des Pan.

## Leben
Über Bobby Kendall sind bisher nur wenige Daten bekannt, da er nichts preisgibt und auch von seinem ehemaligen Lebenspartner, dem Filmemacher James Bidgood, keine weiteren Informationen über Kendall bekannt wurden. Was man sicher weiß, ist, dass er mit Vornamen Robert oder Roberto heißt und Latino ist. Bidgood gab ihm den Künstlernamen Kendall, da seine Lieblingsschauspielerin Kay Kendall war. Da Kendall keine Interviews gab und gibt und es auch keine Fernsehauftritte von ihm gibt, stammt das letzte Lebenszeichen aus dem Jahre 2004. In diesem Jahr lebte er in New York City. 
Kendall war von zuhause weggelaufen und schlug sich als junger Mann in New York City durchs Leben. 1962 lernte der Teenager James Bidgood kennen. 1964/65 arbeitete Kendall bei der New York City World Fair. Der Fotograf Bidgood machte Kendall der Öffentlichkeit 1964 durch die Fotoserie „Sandcastle“ bekannt, die in dem Magazin „Muscleboy“ erschien, zusammen mit dem Modell Jay Garvin. Zwischen 1964 und 1970 drehte Bidgood den Film Pink Narcissus, der Kendall berühmt machte. Bidgood und Kendall hatten eine feste Beziehung, die 1970 zerbrach. Kendall verließ daraufhin New York.
In einem Interview im August 2010 erzählte Donald L. Brooks, ein Freund von Bidgood und Theaterimpressario, dass Bobby Kendall noch am Leben sei, dass er nach seiner Filmkarriere ein Studium der Ingenieurwissenschaften abschloss, verheiratet sei (mit einer Frau) und im Mittleren Westen der USA lebe. Oft wird hinter Bobby Kendall auch eine Kunstfigur gesehen, die wohl mit der realen Person William bzw. Bobby, die sie gespielt hat, nichts zu tun habe. Auch James Bidgood bestätigte, dass er noch am Leben sei, er aber seit vielen Jahren keinen direkten Kontakt mehr zu ihm gehabt habe.

## Kendall und der FilmPink Narcissus
Kendall hatte vor der Kamera eine starke Wirkung, da er scheu wie ein Reh wirkte und einen romantischen Blick hatte. Der Film Pink Narcissus war durch seine starke körperliche Präsenz geprägt, und man sieht den Darsteller in unterschiedlichsten Rollen, so als Torero, Sultan und männlichen Prostituierten.

## Filmografie
- 1971: Pink Narcissus
- 1975: Good Hot Stuff – Gastauftritt als Pan